# Giải vô địch cờ vua thế giới 1978

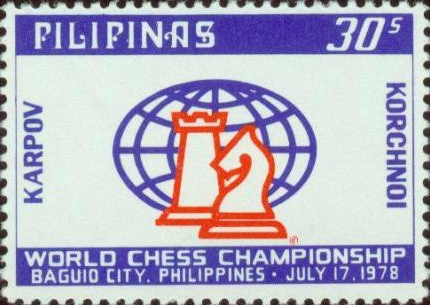
Giải vô địch cờ vua thế giới 1978 trên tem của Philippines

Giải vô địch cờ vua thế giới năm 1978 là một hệ thống chuỗi giải đấu để lựa chọn ra nhà vô địch thế giới, kết thúc bằng trận đấu tranh ngôi vua cờ giữa đương kim vô địch Anatoly Karpov và người thách đấu Viktor Korchnoi tại thành phố Baguio, Philippines từ ngày 18 tháng 7 đến ngày 18 tháng 10 năm 1978. Karpov thắng trận đấu này, bảo vệ được ngôi vị vua cờ.
Trận đấu này có nhiều sự cố kỳ lạ. Nhóm của Karpov bao gồm bác sĩ Zukhar (một nhà thôi miên nổi tiếng), trong khi Korchnoi nhận vào đội của mình hai người nổi loạn tại địa phương hiện đang được tại ngoại vì tội giết người. Có nhiều tranh cãi ngoài bàn cờ, với việc yêu cầu chiếu tia X kiểm tra ghế ngồi, phản đối về các lá cờ quốc gia được đặt bên cạnh bàn cờ, khiếu nại vì thôi miên và kính mát phản chiếu được Korchnoi đeo khi ngồi đối diện Karpov. Khi nhóm của Karpov gửi cho Karpov một hộp sữa chua việt quất trong một ván cờ trong khi Karpov không yêu cầu món này, nhóm của Korchnoi đã phản đối, cho rằng đó có thể là một loại mật mã chỉ dẫn nước đi cần thiết cho Karpov. Họ sau đó nói rằng điều này được dự định là một sự nhại lại các lần phản đối trước đó, nhưng nó đã được xem xét quá nghiêm túc vào thời điểm nó được đưa ra.
Về chất lượng các ván đấu, bản thân trận đấu không đạt đến mức độ thu hút của các tiêu đề báo chí liên quan, mặc dù với tư cách là một cuộc thi đấu thể thao, về mặt tỉ số nó cũng có phần sôi động và kịch tính. Trận đấu kết thúc khi có kỳ thủ đạt đến sáu ván thắng, không tính các ván hòa. Sau 17 ván, Karpov dẫn trước 4-1. Korchnoi thắng ván 21, nhưng Karpov thắng ván 27 và đến sát chiến thắng với tỷ số 5-2. Korchnoi thi đấu kiên cường, giành ba ván thắng và một ván hòa trong bốn ván tiếp theo, để cân bằng tỷ số trận đấu 5-5 sau 31 ván. Tuy nhiên, Karpov đã thắng ván tiếp theo, cũng là ván cuối cùng. Trận đấu kết thúc với tỷ số 6-5, trong đó có 21 ván hòa.

## Các giải liên khu vực năm 1976
Hai giải đấu liên khu vực được tổ chức vào năm 1976 tại Manila và Biel, với ba người dẫn đầu mỗi giải lọt vào Candidates Tournament (Giải đấu lựa chọn nhà thách đấu).
|    |                              | Elo  | 1 | 2 | 3 | 4 | 5 | 6 | 7 | 8 | 9 | 10 | 11 | 12 | 13 | 14 | 15 | 16 | 17 | 18 | 19 | 20 | Điểm |
| -- | ---------------------------- | ---- | - | - | - | - | - | - | - | - | - | -- | -- | -- | -- | -- | -- | -- | -- | -- | -- | -- | ---- |
| 1  | Henrique Mecking (Brasil)    | 2620 | - | ½ | ½ | 1 | ½ | ½ | ½ | 1 | ½ | 0  | ½  | 1  | ½  | 1  | 1  | ½  | ½  | 1  | 1  | 1  | 13   |
| 2  | Lev Polugaevsky (Liên Xô)    | 2635 | ½ | - | 0 | ½ | ½ | ½ | ½ | ½ | 1 | ½  | 1  | ½  | ½  | 1  | ½  | 1  | 1  | ½  | 1  | 1  | 12½  |
| 3  | Vlastimil Hort (Tiệp Khắc)   | 2600 | ½ | 1 | - | 0 | ½ | 0 | ½ | 0 | ½ | ½  | 1  | ½  | 1  | ½  | 1  | 1  | 1  | 1  | 1  | 1  | 12½  |
| 4  | Vitaly Tseshkovsky (Liên Xô) | 2550 | 0 | ½ | 1 | - | ½ | ½ | 0 | 1 | ½ | ½  | ½  | ½  | 0  | 1  | 1  | 1  | 1  | ½  | 1  | 1  | 12   |
| 5  | Zoltán Ribli (Hungary)       | 2475 | ½ | ½ | ½ | ½ | - | 1 | 1 | 1 | ½ | 0  | ½  | 0  | 1  | 1  | ½  | 0  | ½  | ½  | 1  | 1  | 11½  |
| 6  | Ljubomir Ljubojević (Nam Tư) | 2620 | ½ | ½ | 1 | ½ | 0 | - | 0 | 0 | 1 | ½  | 0  | ½  | 1  | 1  | 1  | 1  | ½  | 1  | ½  | 1  | 11½  |
| 7  | Lubomir Kavalek (Mỹ)         | 2540 | ½ | ½ | ½ | 1 | 0 | 1 | - | ½ | ½ | 1  | ½  | 1  | 0  | ½  | 0  | 0  | ½  | ½  | 1  | 1  | 10½  |
| 8  | Oscar Panno (Argentina)      | 2520 | 0 | ½ | 1 | 0 | 0 | 1 | ½ | - | 1 | 1  | 0  | ½  | ½  | 0  | ½  | ½  | 1  | 1  | ½  | 1  | 10½  |
| 9  | Yuri Balashov (Liên Xô)      | 2545 | ½ | 0 | ½ | ½ | ½ | 0 | ½ | 0 | - | 1  | ½  | ½  | ½  | 1  | ½  | ½  | 1  | 1  | 1  | ½  | 10½  |
| 10 | Boris Spassky (Liên Xô)      | 2630 | 1 | ½ | ½ | ½ | 1 | ½ | 0 | 0 | 0 | -  | ½  | 1  | ½  | ½  | ½  | ½  | ½  | ½  | ½  | 1  | 10   |
| 11 | Florin Gheorghiu (Romania)   | 2540 | ½ | 0 | 0 | ½ | ½ | 1 | ½ | 1 | ½ | ½  | -  | 1  | ½  | ½  | ½  | ½  | 0  | ½  | 1  | ½  | 10   |
| 12 | Wolfgang Uhlmann (Đông Đức)  | 2555 | 0 | ½ | ½ | ½ | 1 | ½ | 0 | ½ | ½ | 0  | 0  | -  | 1  | 1  | ½  | 1  | 1  | ½  | 0  | 1  | 10   |
| 13 | Sergio Mariotti (Italy)      | 2470 | ½ | ½ | 0 | 1 | 0 | 0 | 1 | ½ | ½ | ½  | ½  | 0  | -  | 1  | ½  | ½  | 1  | 1  | 1  | 0  | 10   |
| 14 | Miguel Quinteros (Argentina) | 2540 | 0 | 0 | ½ | 0 | 0 | 0 | ½ | 1 | 0 | ½  | ½  | 0  | 0  | -  | 1  | 1  | 1  | 1  | 1  | 1  | 9    |
| 15 | Walter Browne (Mỹ)           | 2585 | 0 | ½ | 0 | 0 | ½ | 0 | 1 | ½ | ½ | ½  | ½  | ½  | ½  | 0  | -  | 1  | 1  | ½  | 0  | 1  | 8½   |
| 16 | Eugenio Torre (Philippines)  | 2505 | ½ | 0 | 0 | 0 | 1 | 0 | 1 | ½ | ½ | ½  | ½  | 0  | ½  | 0  | 0  | -  | 0  | 1  | 1  | 0  | 7    |
| 17 | Peter Biyiasas (Canada)      | 2460 | ½ | 0 | 0 | 0 | ½ | ½ | ½ | 0 | 0 | ½  | 1  | 0  | 0  | 0  | 0  | 1  | -  | 1  | ½  | 0  | 6    |
| 18 | Ludek Pachman (Tây Đức)      | 2520 | 0 | ½ | 0 | ½ | ½ | 0 | ½ | 0 | 0 | ½  | ½  | ½  | 0  | 0  | ½  | 0  | 0  | -  | ½  | ½  | 5    |
| 19 | Tan Lian Ann (Singapore)     | 2365 | 0 | 0 | 0 | 0 | 0 | ½ | 0 | ½ | 0 | ½  | 0  | 1  | 0  | 0  | 1  | 0  | ½  | ½  | -  | ½  | 5    |
| 20 | Khosro Harandi (Iran)        | 2380 | 0 | 0 | 0 | 0 | 0 | 0 | 0 | 0 | ½ | 0  | ½  | 0  | 1  | 0  | 0  | 1  | 1  | ½  | ½  | -  | 5    |
Mecking, Polugaevsky và Hort lọt vào Candidates Tournament.
|    |                               | Elo  | 1 | 2 | 3 | 4 | 5 | 6 | 7 | 8 | 9 | 10 | 11 | 12 | 13 | 14 | 15 | 16 | 17 | 18 | 19 | 20 | Điểm |
| -- | ----------------------------- | ---- | - | - | - | - | - | - | - | - | - | -- | -- | -- | -- | -- | -- | -- | -- | -- | -- | -- | ---- |
| 1  | Bent Larsen (Đan Mạch)        | 2625 | - | 0 | 1 | ½ | ½ | 0 | ½ | ½ | ½ | ½  | 1  | ½  | 1  | ½  | ½  | 1  | 1  | 1  | 1  | 1  | 12½  |
| 2  | Tigran Petrosian (Liên Xô)    | 2635 | 1 | - | ½ | ½ | ½ | ½ | 1 | ½ | ½ | ½  | ½  | 1  | ½  | ½  | ½  | 1  | ½  | 0  | 1  | 1  | 12   |
| 3  | Lajos Portisch (Hungary)      | 2625 | 0 | ½ | - | 0 | ½ | ½ | ½ | 1 | 1 | 1  | 1  | 1  | ½  | 1  | 1  | 0  | ½  | 1  | 0  | 1  | 12   |
| 4  | Mikhail Tal (Liên Xô)         | 2615 | ½ | ½ | 1 | - | 0 | 1 | 1 | ½ | ½ | ½  | ½  | ½  | ½  | ½  | ½  | ½  | ½  | 1  | 1  | 1  | 12   |
| 5  | Vasily Smyslov (Liên Xô)      | 2580 | ½ | ½ | ½ | 1 | - | 0 | ½ | 1 | ½ | ½  | ½  | ½  | ½  | 1  | ½  | ½  | 1  | 1  | ½  | ½  | 11½  |
| 6  | Robert Byrne (Mỹ)             | 2540 | 1 | ½ | ½ | 0 | 1 | - | ½ | ½ | 0 | ½  | ½  | ½  | 1  | ½  | ½  | ½  | 1  | 1  | ½  | 1  | 11½  |
| 7  | Robert Hübner (Tây Đức)       | 2585 | ½ | 0 | ½ | 0 | ½ | ½ | - | ½ | 1 | ½  | ½  | ½  | 1  | 1  | ½  | ½  | 1  | ½  | 1  | 1  | 11½  |
| 8  | Ulf Andersson (Thụy Điển)     | 2585 | ½ | ½ | 0 | ½ | 0 | ½ | ½ | - | 0 | ½  | 0  | ½  | ½  | ½  | 1  | 1  | 1  | 1  | 1  | 1  | 10½  |
| 9  | István Csom (Hungary)         | 2490 | ½ | ½ | 0 | ½ | ½ | 1 | 0 | 1 | - | ½  | 0  | 0  | 0  | 1  | 1  | 1  | 0  | 1  | 1  | ½  | 10   |
| 10 | Efim Geller (Liên Xô)         | 2620 | ½ | ½ | 0 | ½ | ½ | ½ | ½ | ½ | ½ | -  | ½  | 1  | ½  | ½  | 0  | ½  | 1  | 0  | 1  | 1  | 10   |
| 11 | Jan Smejkal (Tiệp Khắc)       | 2615 | 0 | ½ | 0 | ½ | ½ | ½ | ½ | 1 | 1 | ½  | -  | 0  | ½  | 1  | 1  | ½  | ½  | 1  | ½  | 1  | 10   |
| 12 | Gennadi Sosonko (Hà Lan)      | 2505 | ½ | 0 | 0 | ½ | ½ | ½ | ½ | ½ | 1 | 0  | 1  | -  | ½  | ½  | ½  | ½  | ½  | ½  | ½  | 1  | 9½   |
| 13 | Vladimir Liberzon (Israel)    | 2540 | 0 | ½ | ½ | ½ | ½ | 0 | 0 | ½ | 1 | ½  | ½  | ½  | -  | 0  | ½  | 1  | ½  | ½  | 1  | ½  | 9    |
| 14 | Kenneth Rogoff (Mỹ)           | 2480 | ½ | ½ | 0 | ½ | 0 | ½ | 0 | ½ | 0 | ½  | 1  | ½  | 1  | -  | ½  | 0  | ½  | 1  | 1  | ½  | 9    |
| 15 | Boris Gulko (Liên Xô)         | 2530 | ½ | ½ | 0 | ½ | ½ | ½ | ½ | 0 | 0 | 1  | 0  | ½  | ½  | ½  | -  | ½  | 0  | 1  | 1  | 1  | 9    |
| 16 | Raúl Sanguineti (Argentina)   | 2480 | 0 | 0 | 1 | ½ | ½ | ½ | ½ | 0 | 0 | ½  | ½  | ½  | 0  | 1  | ½  | -  | ½  | ½  | ½  | 1  | 8½   |
| 17 | Aleksandar Matanović (Nam Tư) | 2525 | 0 | ½ | ½ | ½ | 0 | 0 | 0 | 0 | 1 | 0  | ½  | ½  | ½  | ½  | 1  | ½  | -  | ½  | ½  | 1  | 8    |
| 18 | Oscar Castro (Colombia)       | 2380 | 0 | 1 | 0 | 0 | 0 | 0 | ½ | 0 | 0 | 1  | 0  | ½  | ½  | 0  | 0  | ½  | ½  | -  | 1  | ½  | 6    |
| 19 | André Lombard (Thụy Sĩ)       | 2420 | 0 | 0 | 1 | 0 | ½ | ½ | 0 | 0 | 0 | 0  | ½  | ½  | 0  | 0  | 0  | ½  | ½  | 0  | -  | 1  | 5    |
| 20 | Joaquin Carlos Diaz (Cuba)    | 2385 | 0 | 0 | 0 | 0 | ½ | 0 | 0 | 0 | ½ | 0  | 0  | 0  | ½  | ½  | 0  | 0  | 0  | ½  | 0  | -  | 2½   |
Larsen giành quyền vào Candidates Tournament. Petrosian, Portisch và Tal do bằng điểm nên sau đó phải đấu thêm một giải đấu phân hạng giữa ba người ở Varese để chọn ra hai suất còn lại. Petrosian và Portisch giành vé.
|   |                            | Elo  | 1    | 2    | 3    | Điểm |
| - | -------------------------- | ---- | ---- | ---- | ---- | ---- |
| 1 | Tigran Petrosian (Liên Xô) | 2635 | -    | 1=== | ==== | 4½   |
| 2 | Lajos Portisch (Hungary)   | 2625 | 0=== | -    | =1== | 4    |
| 3 | Mikhail Tal (Liên Xô)      | 2615 | ==== | =0== | -    | 3½   |

## Giải Candidates 1977
Là á quân của giải đấu trước (bỏ cuộc) và á quân của Candidates trước đó, Bobby Fischer và Korchnoi có suất trực tiếp dự giải. Do Fischer từ chối tham dự, người thua trận bán kết ở giải đấu trước là Spassky đã được nhận suất. Hai kỳ thủ này cùng với sáu kỳ thủ từ các giải đấu liên khu vực thi đấu loại trực tiếp để lựa chọn ra nhà vô địch, trở thành người thách đấu. Viktor Korchnoi vào thời điểm này đã đào thoát khỏi Liên Xô, không có quốc tịch và chơi dưới cờ FIDE.
|  |                            |                  |                 |                         |               |                 |                 |                             |                 |     |           |           |           |
|  | Tứ kết                     | Tứ kết           | Tứ kết          |                         |               | Bán kết         | Bán kết         | Bán kết                     |                 |     | Chung kết | Chung kết | Chung kết |
|  | Tứ kết                     | Tứ kết           | Tứ kết          |                         |               | Bán kết         | Bán kết         | Bán kết                     |                 |     | Chung kết | Chung kết | Chung kết |
|  | Il Ciocco, tháng 2–3, 1977 |                  |                 |                         |               |                 |                 |                             |                 |     |           |           |           |
|  |                            |                  |                 |                         |               |                 |                 |                             |                 |     |           |           |           |
|  | Viktor Korchnoi            | Viktor Korchnoi  | 6½              |                         |               |                 |                 |                             |                 |     |           |           |           |
|  | Viktor Korchnoi            | Viktor Korchnoi  | 6½              | Evian, tháng 7 năm 1977 |               |                 |                 |                             |                 |     |           |           |           |
|  | Tigran Petrosian           | Tigran Petrosian | 5½              |                         |               |                 |                 |                             |                 |     |           |           |           |
|  | Tigran Petrosian           | Tigran Petrosian | 5½              |                         |               | Viktor Korchnoi | Viktor Korchnoi | 8½                          |                 |     |           |           |           |
|  | Lucerne, tháng 2–3, 1977   |                  |                 |                         |               | Viktor Korchnoi | Viktor Korchnoi | 8½                          |                 |     |           |           |           |
|  |                            |                  | Lev Polugaevsky | Lev Polugaevsky         | 4½            |                 |                 |                             |                 |     |           |           |           |
|  | Lev Polugaevsky            | Lev Polugaevsky  | Lev Polugaevsky | Lev Polugaevsky         | 4½            | 6½              |                 |                             |                 |     |           |           |           |
|  | Lev Polugaevsky            | Lev Polugaevsky  |                 |                         |               | 6½              |                 | Belgrade, tháng 11–12, 1977 |                 |     |           |           |           |
|  | Henrique Mecking           | Henrique Mecking | 5½              |                         |               |                 |                 |                             |                 |     |           |           |           |
|  | Henrique Mecking           | Henrique Mecking | 5½              |                         |               |                 |                 | Viktor Korchnoi             | Viktor Korchnoi | 10½ |           |           |           |
|  | Reykjavik, tháng 2–3, 1977 |                  |                 |                         |               |                 |                 | Viktor Korchnoi             | Viktor Korchnoi | 10½ |           |           |           |
|  |                            |                  |                 |                         | Boris Spassky | Boris Spassky   | 7½              |                             |                 |     |           |           |           |
|  | Boris Spassky              | Boris Spassky    | 8½              |                         | Boris Spassky | Boris Spassky   | 7½              |                             |                 |     |           |           |           |
|  | Boris Spassky              | Boris Spassky    | 8½              | Geneva, tháng 7–8, 1977 |               |                 |                 |                             |                 |     |           |           |           |
|  | Vlastimil Hort             | Vlastimil Hort   | 7½              |                         |               |                 |                 |                             |                 |     |           |           |           |
|  | Vlastimil Hort             | Vlastimil Hort   | 7½              |                         |               | Boris Spassky   | Boris Spassky   | 8½                          |                 |     |           |           |           |
|  | Rotterdam, tháng 2–3, 1977 |                  |                 |                         |               | Boris Spassky   | Boris Spassky   | 8½                          |                 |     |           |           |           |
|  |                            |                  | Lajos Portisch  | Lajos Portisch          | 6½            |                 |                 |                             |                 |     |           |           |           |
|  | Bent Larsen                | Bent Larsen      | Lajos Portisch  | Lajos Portisch          | 6½            | 3½              |                 |                             |                 |     |           |           |           |
|  | Bent Larsen                | Bent Larsen      |                 |                         |               |                 |                 |                             |                 |     |           |           |           |
|  | Lajos Portisch             | Lajos Portisch   | 6½              |                         |               |                 |                 |                             |                 |     |           |           |           |
|  | Lajos Portisch             | Lajos Portisch   | 6½              |                         |               |                 |                 |                             |                 |     |           |           |           |
|  |                            |                  |                 |                         |               |                 |                 |                             |                 |     |           |           |           |

Một lần nữa, Korchnoi thắng sít sao Petrosian ở tứ kết Candidates. Ở bán kết và chung kết ông thắng Polugaevsky và Spassky dễ dàng hơn để để lần đầu tiên trở thành nhà thách đấu trước Karpov.

## Trận tranh ngôi 1978
Kỳ thủ giành được 6 ván thắng sẽ trở thành nhà vô địch.
|                          | 1 | 2 | 3 | 4 | 5 | 6 | 7 | 8 | 9 | 10 | 11 | 12 | 13 | 14 | 15 | 16 | 17 | 18 | 19 | 20 | 21 | 22 | 23 | 24 | 25 | 26 | 27 | 28 | 29 | 30 | 31 | 32 | Thắng | Điểm |
| ------------------------ | - | - | - | - | - | - | - | - | - | -- | -- | -- | -- | -- | -- | -- | -- | -- | -- | -- | -- | -- | -- | -- | -- | -- | -- | -- | -- | -- | -- | -- | ----- | ---- |
| Anatoly Karpov (Liên Xô) | = | = | = | = | = | = | = | 1 | = | =  | 0  | =  | 1  | 1  | =  | =  | 1  | =  | =  | =  | 0  | =  | =  | =  | =  | =  | 1  | 0  | 0  | =  | 0  | 1  | 6     | 16½  |
| Viktor Korchnoi (FIDE)   | = | = | = | = | = | = | = | 0 | = | =  | 1  | =  | 0  | 0  | =  | =  | 0  | =  | =  | =  | 1  | =  | =  | =  | =  | =  | 0  | 1  | 1  | =  | 1  | 0  | 5     | 15½  |

Karpov thắng và bảo vệ được ngôi vua cờ.